# Josef Holler (Politiker, 1795)
Josef Holler (* 15. März 1795 in Glantscha, heute Gemeinde Glanegg; † 29. März 1879 in Edling, Gemeinde Kappel am Krappfeld) war ein österreichischer Gutsbesitzer und Politiker.

## Leben
Holler war der Sohn des Besitzers des Glantschahofes, Gemeinde Glanegg, Jakob Holler (* 13. Juli 1768; † 28. August 1852) und dessen Ehefrau Anna geborene Wölle (* 8. Februar 1774; † vor 1849). Er war römisch-katholischer Konfession und heiratete am  28. September 1830 in erster Ehe Anna Nagele (* 5. Oktober 1810; † 14. Oktober 1834). Aus der Ehe ging eine Tochter hervor. Am 13. November 1849 heiratete er in zweiter Ehe Gertrud Gatterer (* 12. Februar 1825; † 2. Januar 1907). Aus dieser Ehe gingen zwei Söhne und sieben Töchter hervor.
Er war Besitzer der Holler-Realität in Edling bei Althofen. Holler war  Gemeindevorstand von Krasta, heute Gemeinde Kappel am Krappfeld. Vom 17. Juli 1848 bis zum 4. März 1849 war er Abgeordneter im Provisorischen Kärntner Landtag. 